# Порецкая учительская семинария
Порецкая учительская семинария — историческое учебное заведение в селе Порецкое, Чувашия. Действовала в 1872—1951 гг. Ныне в здании размещается школа-интернат им. И. Н. Ульянова. Объект культурного наследия федерального значения.

## История
Трёхэтажное каменное здание было построено в 1776—1780 годах Макаром Локтионовым по распоряжению графа П. И. Салтыкова. Здесь в 1833 году у своего друга Ивана Петровича Мятлева останавливался Александр Сергеевич Пушкин, возвращаясь из поездки по сбору материалов о крестьянской войне под руководством Емельяна Пугачева. В 1870-х годах Илья Николаевич Ульянов убедил губернское земство выделить 26 542 рубля на переустройство под учительскую семинарию дома в волостном селе Порецком Алатырского уезда Симбирской губернии, которая открылась 19 ноября 1872. Первым директором был назначен инспектор Симбирской классической гимназии Владимир Александрович Ауновский. При нём была открыта образцовая начальную школу, интернат, огород на 8 десятинах. В 1875 году прошел первый выпуск из 12 человек. В том году в семинарию поступили 38 человек, через год — 46, а к 1879 году количество воспитанников составило 90 человек. Осенью 1876 года при семинарии был организован подготовительный класс, в который могли поступать окончившие начальную школу крестьянские дети, впоследствии он стал опытной школой. В первые годы существования заведения случился крупный скандал: ряд преподавателей и воспитанников был обвинён в политической неблагонадежности, несколько людей подверглись ссылке в Сибирь.
К 1917 году количество выпускников семинарии превысило 700 человек. Выпускники семинарии работали в школах Симбирской, Саратовской, Пензенской, Нижегородской, Оренбургской, Вятской губерний и Кубанской области. В 1919 году семинария была преобразована в преподавательские курсы, тогда же было открыто общежитие. В 1921 — в педагогический техникум, в 1937 — в педагогическое училище. За годы деятельности из стен здания Порецкой семинарии в совокупности выпустились 23 160 учителей. В 1957 году в здании разместилась школа-интернат им. И. Н. Ульянова. 4 декабря 1974 года «Порецкая учительская семинария, открытая по инициативе И. Н. Ульянова в 1870 г.» по адресу село Порецкое, улица Комсомольская, 5 постановлением Совета министров РСФСР № 624 был включён в список памятников культуры, подлежащих охране как памятники государственного значения. Ныне в здании расположен Порецкий детский дом имени И. Н. Ульянова.
С 2016 года поднимается вопрос о реставрации здания. В 2017 году Министерством культуры Чувашской Республики был разработан проект реставрации памятника, однако Министерство культуры РФ не одобряло заявку на реставрацию. Согласно проекту, в здании будет размещён Дом детского творчества, а также экспозиции заслуженного художника России Николая Прокофьевича Карачарскова. В феврале 2022 года этот вопрос взяла на свой контроль депутат Госдумы Алла Саваева. В 2023 году Государственным центром по охране культурного наследия была подготовлена и направлена заявка на реставрацию.